# Tarmo Uusivirta
Tarmo „Tare” Tapani Uusivirta (ur. 5 lutego 1957  w Jyväskylä, zm. 13 grudnia 1999 tamże) – fiński bokser walczący w kategorii średniej i super średniej, medalista amatorskich mistrzostw świata.

## Kariera amatorska
Startował w wadze średniej (do 75 kg). Wystąpił na mistrzostwach Europy w 1977 w Halle, gdzie przegrał w ćwierćfinale z Bułgarem Ilią Angełowem.
Zdobył srebrny medal na mistrzostwach świata w 1978 w Belgradzie po zwycięstwie w półfinale nad Angełowem i po przegranej w finale z Kubańczykiem José Gómezem.
Zwyciężył na mistrzostwach Europy w 1979 w Kolonii po wygranej w finale z Valentinem Silaghim z Rumunii. Na igrzyskach olimpijskich w 1980 w Moskwie przegrał 1. walkę z Jerzym Rybickim. Odpadł w ćwierćfinale mistrzostw Europy w 1981 w Tampere po porażce z Silaghim.
Ponownie zdobył srebrny medal na mistrzostwach świata w 1982 w Monachium po porażce w finale z Bernardo Comasem z Kuby.
Był mistrzem Finlandii w latach 1977–1979, 1981 i 1982.

## Kariera zawodowa
Na zawodowstwo przeszedł w 1982, wkrótce po amatorskich mistrzostwach świata. Walczył w wadze super średniej. W 1986 zremisował z ówczesnym mistrzem Europy federacji EBU w wadze półciężkiej Alexem Blanchardem (tytuł nie był stawką tego pojedynku), a w 1987 pokonał Jamesa Cooka. W 1988 ponownie zremisował z Blanchardem (tym razem w walce o tytuł mistrza Europy federacji IBF w wadze super średniej. W 1991 walczył z Cookiem o tytuł mistrza Europy EBU w wadze super średniej, ale przegrał przez techniczny nokaut w 7. rundzie. Zakończył karierę w następnym roku.

## Późniejsze życie i tragiczna śmierć
Od 1993 pracował w straży pożarnej. Utracił tę pracę wskutek problemów z alkoholem. W 1999 popełnił samobójstwo.